# Корнелије Сула
Луције Корнелије Сула Феликс (лат. Lucius Cornelius Sulla; Рим, 138. п. н. е. – 78. п. н. е.), римски заповедник и државник. Два пута је служио као конзул, а касније се прогласио за диктатора. Учествовао је у Италским ратовима где је награђен венцем од траве. То је најређа и највећа војна награда у Риму и добијали су је заповедници који на бојишту спасу целу легију.
Сула је суделовао у Југуртином рату као квестор Гаја Марија, а у Савезничком рату као легат где је победио Кимбре и Тевтонце.
По повратку у Рим, изабран је за градског претора а касније као истакнута личност оптимата и противник популара, био је именован за управника провинције Азије и за заповедника римске војске против понтског краља Митридата VI, али је убрзо смењен, због чега долази до сукоба са Гајем Маријем и до првог римског грађанског рата.
Године 88. п. н. е., са својим легијама улази у Рим, а 87. п. н. е. поновно креће на Митридата. У Грчкој је 86. п. н. е. заузео и опљачкао Атину. У бици код Херонеје и Орхомена, победио је знатно јачу понтску војску и 85. п. н. е. принудио Митридата на Дардански мир.

## Младост
Корнелије Сула је потекао из старе патрицијске породице. Његов предак Руфин је постао конзул, али је избачен из Сената зато што је поседовао више сребрног посуђа него што је то закон дозвољавао. Од тог времена, Сулина породица је толико осиромашила да је Сула становао у јефтиним становима, а финансијски је тек незнатно боље стајао ослобођеника који су становали на таквим местима.
Сиромаштво га је обележило и, касније, када је захваљујући освајањима стекао велико богатство, племићи су му замерали да то није урадио на поштен начин: „Како би ти могао бити поштен, када си се обогатио, а отац ти није оставио ништа?“
Сулине финансије су се прво поправиле захваљујући двема женама које је наследио. Прва је била његова маћеха, која га је, како Плутарх наводи, заволела као да јој је рођени син, а друга, његова проста, али богата љубавница Никопола.

## Сулина диктатура
По повратку из успешно завршеног рата са понтским краљем Митридатом Сула се са војском од 40000 људи пролећа 83. п. н. е. искрцао у Бриндизију са намером да започне епилог борбе са маријевцима. Око себе је почео окупљати истакнуте оптимате, њему се са две легије придружио и Гнеј Помпеј, син Помпеја Страбона. На другој страни упркос гаранцијама становницима Италије за сва стечена права, нису му пружала подршку нека племена попут Самнита и становника Етрурије. Бројност маријевске војске је била такође велика, али без централног плана борбе пружајући упоран отпор ипак је била потучена од стране оптиматских војсковођа који су прешли на Сулину страну. Савладавши последњу офанзиву пред самим улазом у Рим код Колинских врата и падом града Пренеста, последњег маријевског упоришта, Сула је могао да слави потпуну победу. Мали број истакнутих противника је успео да побегне, а стање њиховог морала осликава самоубиство Маријевог сина који је био конзул за 82. годину. Мали број италских провинција је наставио са отпором, западне, провинције на Сицилији и у Африци су се држале до 79. п. н. е.

### Сулина победа
Сулина победа је била пропраћена суровим обрачунима како у Италији тако и у самом Риму. Суровост је имала за циљ уливања страха и народ није био једина циљна група. Његов план застрашивања сената подразумевао је потпуне драматуршке елементе. Сакупивши, према Плутарху око 6000 противника на Марсовом пољу, сазвао је сенат у храм Белоне. “ У исти час, када је пред њим стао говорити, стану у то име одређени војници оних шест хиљада смицати. Од толиких људи што су се на малом простору клали, долазила је наравно вика и сенатори се престрашише. Но Сула онако како је говорио, рече, да пазе само на његове речи и да не размишљају о ономе што се дешава напољу, јер се по његовом наређењу само неким неваљалцима даје добра опомена! То је морало и најлуђега Римљанина сетити да је настало ново тиранство, а не стара слобода.” Казнене експедиције су послане у Самниј и Етрурију и трајале су до 79. године, односно до краја његове владавине. Самниј је био потпуно опустошен и после тога се више није могао обновити.

### Проскрипције
Страховит покољ и обрачун са противницима се претварао у потпуни хаос и читавим Римом је владао страх после Сулиног уласка у град. Било је толико неизвесно да је Сули у сенату постављено питање до када ће таква ситуација трајати не да не би казнио оне које је наумио, већ због неизвесности за живот оних које жели поштедети. Због тога му је тражено да означи оне које намерава да казни. Тако да је према Плутарховим извештајима дневно писао од осамдесет па до двеста двадесет смртних казни, без икаквих јасних критеријума. У те специјалне спискове, проскрипције, су уписивани људи који су Сули деловали сумњиво. Стављани су ван закона. “ Ту није било божијег храма, ни гостољубива жртвеника ни очинске куће, која не би била оскврњена крвљу поубијаних. У наручју жене клали су човека, на крилу материну давили децу. Него они, који су због љутости и мржње погибали, бројем нису били ништа спрам оних, које су клали због иметка. Чак и крвници су знали говорити да је овога убила велика кућа, онога врт, а трећега топло купалиште.” Свако ко убије или преда проскрибоване добијао је награду, а њихова имовина је одузимана и продавана на лицитацији, а робови ослобађани. Према Апијану убијено је 40 сенатора и 1600 припадника коњаничког сталежа (витези), а касније и још сенатора. Одсечене главе су истицане на Форуму, а већину убистава је пратила побуда личних интереса и користољубља, тако да су Сулине присталице стекле велику имовину.

### Interrex и диктаторска овлашћења
Обрачунавши се са противницима и ставивши поредак у Риму под своју страховладу нико није смео да му се супротстави. Једини противник, Квинт Серторије, био је далеко у Хиспанији и Сула је у потеру за њим послао Метела. Апијан атмосферу у Риму дочарава следећим речима:” Више се није водило никаквог рачуна о закону, изборима у скупштини или бирању коцком, пошто су сви дрхтали од страха, сакрили се и ћутали. Све оно што је Сула урадио као конзул или проконзул проглашено је за трајно и законито.” Пред говорницом му је постављена златна статуа са ласкавим натписом Срећни војсковођа Корнелије Сула. Атрибут “Срећни” (Felix) додао је себи као надимак, јер га је стално пратила срећа у ратовима.
Освојивши власт силом његова владавина је имала потпун тирански карактер. Међутим, постарао се да јој да правни легитимитет сматрајући да је исправно да се једном човеку доделе велика овлашћења како би се завео ред у држави. Пошто није било конзула, Сула се на кратко повукао из Рима наредивши сенату да се изабере interrex (привремени краљ). Функција interrexa је установљена још од доба краљева. Када би неки краљ умро, овлашћења су прелазила на сенат. Сенатори су се на сваких пет дана смењивали до избора новог краља. Таква пракса је задржана и у време републике када је сенат у случају смрти оба конзула бирао привременог краља који је владао до истека њиховог мандата када су се бирали нови магистрати. Крајем 82. године, у нади да ће изабрати конзуле, од сенат је за interrrexa проглашен Луције Валерије Флак (Старијег). Сула је вршио притисак на Флака и у једном писму му је написао, можда је ипак боље рећи наредио, да пред народ изнесе предлог “ да му се чини корисним да се у садашњем стању државе Сули да звање диктатора” сматрајући себе најподеснијим за ту функцију. Валерије је у комицијама спровео закон о врховној власти (lex Valeria de imperio) и именовао Сулу за диктатора на неодређено време.
Овим законским актом Сула је добио неограничена овлашћења ради доношења закона и консолидације државе. Функција је подразумевала потпуну власт над животом и имовином грађана, могао је да даје империјум појединим лицима, да оснива колоније, да води спољну политику и издаје законе у вези са било којим питањем.
Сулина диктатура је само по имену личила на есенцију те функције. Диктаторско место је било упражњено још од Другог пунског рата када је та функција подразумевала потпуна овлашћења, али у исто време и била временски ограничена на шест месеци и додељивана са циљем гушења устанака, вођења рата. Као припадник оптимата Сула је углавном доносио конзервативистичке новине уперене против демократије тежећи да врати ситуацију каква је у Риму била пре Граха.

### Реформе
Желећи да сачува изглед некадашње државе дозволио је Римском грађанима да бирају конзуле. Изабрани су Марко Тулије и Корнелије Долабела, као марионете, јер је Сула као владар био диктатор над конзулима. Ограничио им је империјум на територију Рима и Италије где су морали да проведу, као и претори годину дана. По истеку мандата добијали су дужности у провинцијама уживајући знатна права. Испољавајући императорске манире вратио је обичаје из доба краљева, тако су од тада испред њега ношене 24 секире и успоставио је телесну стражу.
Новим законом који је издао претварао је сенат у највиши државни орган, обнављајући његов састав и повећавајући број сенатора са 300 на 600 људи. Нови чланови су били углавном његови ратни ветерани – ислужене војсковође. Установљени су нови принципи састављања спискова и сенаторско звање је постало доживотно. Сенату су такође проширене судске функције, сенатори, као што је био случај пре Граха, учествују у процесима као поротници, а претори као судије. Повећао је број магистрата. Бирано је осам претора спрам ранијих шест, двадесет квестора спрам осам. Утврдио је одређени ред проласка и старосне границе за магистратуре. Нико није могао бити претор пре него што буде квестор или пак конзул пре него што буде претор. Квестор није смео бити млађи од 30 година, претор од 39, а конзул од 42 године. Између дужности је морао проћи период од две године, а реизбор за исту магистратуру могао се вршити после десет година. Цензоре је лишио главних функција и буквално укинуо тај магистрат. Као у доба ране републике народни трибуни су поново били адвокати плебејаца. Могли су ипак и даље да подносе народној скупштини законске пројекте који су прошли кроз сенатско одобрење. Интерцесија је била ограничена и народни трибуни нису могли да се кандидују за друге магистратуре, што је младим нобилима одузело моћ да функцију почну од народног трибуна. Јака власт сената ограничила је права комиција које су без реплике морале да доносе бројне Корнелијеве законе. Закони су доношени у интересу нобилитета, а дељење жита плебсу, које је било устаљена појава од Граха, било је обустављено.

### Војска за време Сулине диктатуре
Војска која га је довела на власт била је његов стуб ослонац. У намери да збрине своје ветеране спровео је конфискацију земље италских градова. У Етрурији и на територији неких градова Лација и Кампаније основао је колоније које су насељаване великим бројем ислужених војника. Поред испуњавања свог обећања расељавање и додела земље је имала за циљ обнову средњег и ситног земљопоседа. Ипак нису сви могли рационално да искористе додељену земљу па је на једној страни одлазило до напуштања исте, док су други колонисти правилно водили своја газдинства. Војска је за Сулу увек била ту за случај потребе. У Риму су му као ослонац служили корнелијевци којих је било око 10 хиљада. То је био назив за ослобођене робове који су до проскрипција служили код погинулих, а после смрти својих господара су добили слободу и грађанско право. Представљали су Сулин инструмент за притисак на народне скупштине.
Сула је у основи водио потпуно диктаторску политику, али да би јој дао изглед и форму демократске власти пристао је да по други пут буде конзул са Метелом Пијом. Придавање конзулског звања диктаторској титули настављено је и у време царства као највећа част. Народ му је одавао признање тако што га је поново изабрао за конзула, но он је то одбио и именовани су од њега за конзуле
Сервије Исаурики Клаудије Пулхер.

### Изненадни крај диктатуре
Био је неограничени владар, али је 79. године изненада самовољно напустио врховну власт без ичијег утицаја.” Чини ми се да је тај поступак за дивљење, јер је Сула први у то доба и једини од свих људи оставио толику власт мада није морао, и није је оставио синовима као Птолемеј у Египту, Ариобразан у Кападокији, или Селеук у Сирији, него онима којима је и био тиранин.” Без обзира на велике ризике кроз које је прошао да би се домогао свог положаја и на број мртвих у читавом процесу, он се, вративши овлашћења диктатора, без бојазни од одмазде повукао на своје имање у околини Куме и живео као обичан човек. Његови утицаји на политички живот у Риму су ипак настављени. После његове абдикације у Риму, ослобођеном тираније и покоља, су настављени раздори. Изабрани су конзули Квинт Катул, из редова Сулиних присталица, и Емилио Лепида из противничког табора који су одмах почели са антагонизмом.

## Физички изглед и личност
Плутарх каже да је грађа Сулиног тела добро приказана на киповима. Оно што се на њима не види је светао тен и црвене мрље на лицу, које је тен још више истицао.
Био је склон подругивању и распусном животу, због чега се целог живота дружио са лакрдијашима, глумцима и пантомимичарима, чак и када је због тога занемаривао своје државничке дужности и када му је пребацивано да се не понаша достојно свог високог положаја. Младалачка љубав према глумцу Метробију потрајала је све до Сулине старости.

## Смрт и сахрана
Написавши тестамент, знајући да му је дошао последњи дан после привиђења у сну, Сула је 78. године, после краткотрајне грознице умро. Тело му је из Куме пренето у Рим, на владарски украшеном златном одору, у пратњи огромне поворке, народа, ветерана, ослобођеника из многих италских градова. Апијан сахрану описује као до тада невиђену и изузетно раскошну, са великим бројем људи у пратњи свих свештеника, сенатора, еквестара, са златним венцима даровима његових пријатеља и легија. Испред су ношене секире и други знаци којима се служио за живота и владавине. Похвални узвици су долазили од оних који су га волели, али и од оних који су се плашили његове војске ”и њега мртвог више него живог” Тело је било изложено на градском тргу, одакле је однето на Марсово поље где је спаљено и сахрањено у алеји краљева. Епитаф на свом гробу је наводно сам написао. На њему је стајало да му ниједан пријатељ није учинио толико добра и ниједан непријатељ толико зла, а да их он у обоје није надмашио.
Сулин режим није био потпуно чврст. Опозиција се кристалисала међу нобилитетом, тако да је његово напуштање власти био мудар корак и вероватно једини излаз, уз одржавање њених уставних основа. Његова диктатура је била важан моменат у римској историји. Карактер његове власти обележава нову етапу у римским политичким релацијама, обнављајући поредак из времена пре браће Грах и још раније. Неограничена монархијска власт је обезбедила владавину одређене групе олигарха, а не читавог нобилитета. Сула је своју власт освојио реформисаном најамничком војском Гаја Марија која је постала оружје унутрашње политичке борбе. Путем оружаног освајања власти, после њега, поћи ће и друге римске војсковође политичари. Политичка појава Суле је кулминација кризе политичког режима у Риму чији су темељи постављени много година уназад.
Написао је аутобиографију Commentarii rerum gestarum у 22 књиге, која је само сачувана у малобројним фрагментима.